# Arthur Somerset (1780-1816)
Arthur John Henry Somerset (12 février 1780 - 18 avril 1816), est un homme politique anglais.

## Biographie
Il est le sixième fils de Henry Somerset (5e duc de Beaufort). Il fait ses études à l'Oriel College, à Oxford, où il obtient un BA en 1799 et une MA en 1803. Cette année-là, il est nommé commandant dans les milices du Monmouthshire et du Breconshire. Il est nommé lieutenant au Royal Fusiliers le 19 mai 1804
Il est battu comme député à Gloucester en août 1805, mais en novembre, il est élu député de Monmouthshire et nommé lieutenant adjoint de Monmouthshire and Breconshire en décembre. Le 26 juin 1806, il est nommé capitaine du 4e West India Regiment et échangé le 2 octobre contre le 91e régiment d'infanterie. Somerset entre dans le 19e Light Dragoons le 12 septembre 1811 jusqu'à sa mort à Lisbonne en 1816.

## Famille
Il épouse sa cousine germaine, Elizabeth Boscawen (avant 1793 - 2 mars 1872), fille de George Boscawen (3e vicomte Falmouth), le 23 juin 1808. Ils ont trois enfants:
- George Somerset (30 mars 1809 - 12 octobre 1882), épouse Philida Elizabeth Call, fille de William Call, 2e baronnet, le 9 septembre 1835.
- Elizabeth Anne Somerset (2 août 1810 - 12 avril 1835)
- Arthur Edward Somerset (28 août 1813 - 9 septembre 1853), épouse sa cousine, Frances Boscawen, fille du révérend John Evelyn Boscawen.